# Pernettya hirta
Pernettya hirta är en ljungväxtart som först beskrevs av Willdenow, och fick sitt nu gällande namn av Hermann Sleumer. Pernettya hirta ingår i släktet Pernettya och familjen ljungväxter. Inga underarter finns listade i Catalogue of Life.